# Antonio Betancort
Antonio Betancort (ur. 13 marca 1937 w Las Palmas, zm. 15 marca 2015) – hiszpański piłkarz występujący podczas kariery zawodniczej na pozycji bramkarza. Uczestnik mistrzostw świata w 1966 roku.

## Kariera
Betancort jest wychowankiem klubu UD Las Palmas, w którym występował w sumie przez 8 lat. W 1961 roku przeszedł do Realu Madryt. W sezonie 1962/1963 reprezentował barwy klubu Deportivo La Coruña.
W reprezentacji Hiszpanii zadebiutował 27 października 1965 roku w meczu z Irlandią. Zagrał w niej w sumie dwukrotnie.